# Helge Sander
Pour les articles homonymes, voir Sander.
Helge Sander, né le 27 août 1950, est un homme politique danois, membre du parti Venstre. Il était ministre de la Science, de la Technologie et du Développement entre 2001 et 2010.
Il est député au Parlement (Folketing) entre le 10 janvier 1984 et le 31 janvier 1998, et à nouveau de 2005 à 2011.

## Biographie
Helge Sander termine en 1971 des études de journalisme, à l'issue desquelles il rejoint la rédaction du Jyllands Posten où il travaille pendant deux ans. Il entame en 1974 une carrière de cadre dans le milieu du football.
Engagé au sein du parti Venstre, il est élu au conseil municipal de Herning de 1974 à 1979. Il est élu député au Folketing pour la première fois lors des élections législatives de 1984. Il est réélu à quatre reprises, en 1987, 1988, 1990 et 1994,,,.
Il retourne au conseil municipal de Herning à l'occasion des élections locales de novembre 1993, à l'issue desquelles il devient maire-adjoint. Il est de nouveau candidat lors des élections de novembre 1997, et devient cette fois-ci maire. Il démissionne alors de son mandat de député au Folketing le 31 janvier 1998.
Candidat à sa réélection comme maire de Herning lors des élections municipales de novembre 2001, sa liste arrive nettement en tête avec 42,8 % des suffrages. Toutefois, il est nommé ministre de la Science, de la Technologie et du Développement dans le gouvernement d'Anders Fogh Rasmussen quelques jours après le scrutin, et cède alors le fauteuil de maire à Lars Krarup (da),.
De retour à la politique nationale, il annonce en octobre 2002 vouloir retrouver un siège de député à l'occasion des prochaines élections législatives. Il est investi candidat de Venstre dans le Jutland du Nord en janvier 2003. Il redevient député à l'occasion des élections législatives de février 2005, et est reconduit dans ses fonctions ministérielles dans le nouveau gouvernement formé par Anders Fogh Rasmussen après le scrutin,.
Après sa réélection lors des élections législatives anticipées du 13 novembre, il est confirmé dans ses fonctions ministérielles au sein du troisième gouvernement Rasmussen,.  Il conserve également son rôle après que Lars Løkke Rasmussen ait succédé à Anders Fogh Rasmussen comme président de Venstre et Premier ministre et avril 2009.
Le 23 février 2010, à l'occasion d'un remaniement d'ampleur dans le gouvernement de Lars Løkke Rasmussen, il n'est pas reconduit comme ministre, et est remplacé par la conservatrice Charlotte Sahl-Madsen.
Il échoue à être réélu lors des élections législatives de septembre 2011, qui marquent la victoire du bloc de gauche. En novembre, il annonce qu'il ne briguera pas de siège de député à l'avenir.
En juin 2014, après la défaite de Venstre aux élections européennes de 2014, il appelle au remplacement de l'ancien Premier ministre Lars Løkke Rasmussen par Kristian Jensen comme président du parti.
En septembre 2019, la ministre de la Culture Joy Mogensen le nomme au conseil d'administration de DR, l'entreprise publique d'audiovisuel.